# Andinotrichoderes pellitus
Andinotrichoderes pellitus är en skalbaggsart som beskrevs av Friedrich F. Tippmann 1960. Andinotrichoderes pellitus ingår i släktet Andinotrichoderes och familjen långhorningar. Inga underarter finns listade i Catalogue of Life.